# Bulbophyllum pachyneuron
Bulbophyllum pachyneuron är en orkidéart som beskrevs av Rudolf Schlechter. Bulbophyllum pachyneuron ingår i släktet Bulbophyllum och familjen orkidéer.
Artens utbredningsområde är Sulawesi. Inga underarter finns listade i Catalogue of Life.